# Блудимко
Блудимко — українське прізвище.

## Відомі носії
- Блудимко Іван Косьмич (Кузьмович) — сотник Армії УНР, повстанець, інженер[1].